# Judas Rising
«Judas Rising» —en español: «Judas se eleva»— es una canción de la banda británica de heavy metal Judas Priest, incluida como la pista inicial del álbum Angel of Retribution de 2005. Fue escrita por Rob Halford, K.K. Downing y Glenn Tipton, cuyas letras tratan sobre el sufrimiento y el posterior suicidio de Judas Iscariote luego de traicionar a Jesús.
Desde su lanzamiento ha aparecido en todas las giras en vivo de la banda, de las cuales se ha grabado para el álbum en directo A Touch of Evil: Live y en los DVD Rising in the East y Epitaph.